# 13 y 15 West 54th Street
13 y 15 West 54th Street (también William Murray Residences) son dos edificios comerciales en el Midtown Manhattan de Nueva York (Estados Unidos). Están a lo largo de la acera norte de la calle 54 entre la Quinta Avenida y la Sexta Avenida. Las casas de cuatro pisos y medio fueron diseñadas por Henry Janeway Hardenbergh con un estilo de neorrenacentista y se construyeron entre 1896 y 1897 como residencias privadas. Son las dos más al oeste de las cinco casas adosadas consecutivas erigidas a lo largo de la misma manzana durante la década de 1890, las otras son la 5, la 7 y la 9-11 West 54th Street.
Los edificios fueron diseñados como un par de casas casi idénticas. La fachada es de piedra caliza con bloques rusticados en el primer piso y bloques lisos en los pisos superiores. Las casas contienen un mirador redondeado que da a la calle 54 y un par central de entradas sobre el sótano elevado. Las casas son casi idénticas excepto por sus techos; la casa del este en el número 13 tiene un techo abuhardillado mientras que la casa del oeste en el número 15 tiene una balaustrada.
Las casas fueron encargadas al empresario William Murray, que vendió respectivamente 13 y 15 West 54th a Jessie Neilson y James B. Dickson. El número 13 fue comprado por John D. Rockefeller Sr. en 1906 y sirvió como el hogar de su hijo y nuera, John D. Rockefeller Jr. y Abby Aldrich Rockefeller, hasta 1913, después de lo cual fue arrendado por varias familias. a través de la década de 1950. La propiedad del número 15 fue mucho más estable, ya que los Dickson ocuparon el sitio hasta 1953. Nelson Rockefeller usó el número 13 como oficina desde la década de 1940 hasta su muerte en 1979, y compró el número 15 y lo operó como Museo de Arte Primitivo de 1957 a 1979. La Comisión de Preservación de Monumentos Históricos de la Ciudad de Nueva York designó la casa como un lugar emblemático oficial en 1981, y se agregó al Registro Nacional de Lugares Históricos en 1990 como parte del distrito histórico 5-15 West 54th Street Residences.

## Sitio
13 y 15 West 54th Street se encuentran en el Midtown Manhattan de Nueva York. Están a lo largo de la acera norte de la calle 54 entre la Quinta Avenida y la Sexta Avenida. Los lotes de terreno son rectangulares y cada uno cubre 233 m², con un frente de 7,6 m en la calle 54 y una profundidad de 30,6 m. Los edificios son los más occidentales de cinco casas adosadas consecutivas erigidas a lo largo de la misma manzana; de este a oeste, las otras casas son la 5, la 7 y la 9-11 West 54th Street. Las cinco casas adosadas están colindantes con los Rockefeller Apartments al oeste, los hoteles The Peninsula New York y St. Regis New York al noreste, el University Club of New York y 689 Fifth Avenue al este, William H. Moore House y La Iglesia de Santo Tomás al sureste y el Museo de Arte Moderno al sur.
La Quinta Avenida entre la Calle 42 y Central Park South (59th Street) estuvo relativamente subdesarrollada hasta finales del siglo XIX. El área circundante fue una vez parte de las tierras comunes de la ciudad de Nueva York. El Plan de los Comisionados de 1811 estableció la cuadrícula de calles de Manhattan con lotes de 30,5 m de profundidad y 7,6 m de ancho. Se construyeron residencias de lujo alrededor de la Quinta Avenida después de la guerra civil estadounidense. El tramo de dos cuadras de West y East 54th Street desde Madison Avenue hasta Sixth Avenue, dividido en dos por Fifth Avenue, se desarrolló con las casas de figuras prominentes como William Henry Moore, John R. Platt y John D. Rockefeller Sr. Los sitios de las cinco casas en 5-15 West 54th Street, junto con el University Club, fueron ocupados anteriormente por St. Luke's Hospital, que se mudó durante 1896.

## Diseño
Las casas en 5-15 West 54th Street, todas desarrolladas a fines de la década de 1890 para clientes adinerados, fueron diseñadas como una agrupación cohesionada, a diferencia de otras residencias en el vecindario. Según The New York Times, las casas forman la única "franja real de mansiones" que queda en Midtown Manhattan. Las casas en 5, 7, 9-11 y 13 y 15 West 54th Street tenían arquitectos diferentes. Las casas gemelas en 13 y 15 West 54th Street fueron diseñadas por Henry Janeway Hardenbergh en un estilo de inspiración renacentista.

### Fachada

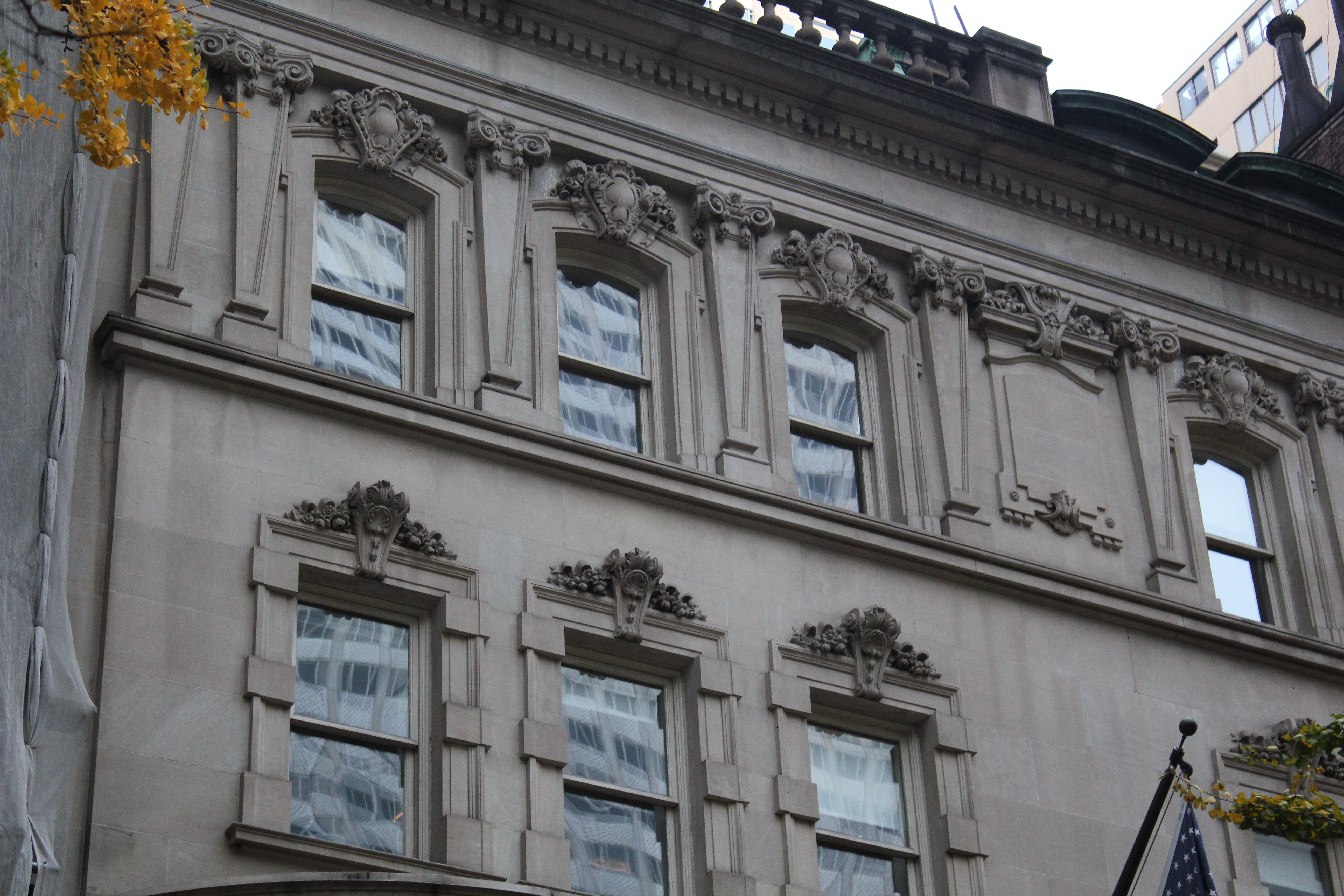
Primer plano de las ventanas del cuarto piso en el número 15

Los edificios tienen tres tramos de ancho en la fachada de la calle. Los exteriores son casi imágenes especulares entre sí, excepto que el número 13 tiene un piso en el ático y el número 15 no. El sótano y el primer piso de ambos edificios están revestidos con bloques de piedra caliza rústica, mientras que los tres pisos superiores están revestidos con piedra caliza lisa. Los exteriores originales de las casas están intactos. Frente a ambas casas, hay un camino deprimido, con escalones que descienden al nivel del sótano en el extremo exterior de la fachada compartida (correspondiente al lado izquierdo del número 15 y al lado derecho del número 13). En la parte superior de cada camino deprimido hay dos soportes con tallas de grotescos, que sostienen orieles de dos pisos encima de ellos.
El centro de la fachada compartida, correspondiente al lado derecho del número 13 y al lado izquierdo del número 15, tiene un par simétrico de escalinatas curvas. Los escalones son patas de perro que van hacia el este desde la mitad del número 15 y hacia el oeste desde la mitad del número 13. En la parte del muro de entrada que da a la acera hay respiraderos ovalados con rejillas de hierro, encima de las cuales hay cartuchos. En la parte superior de cada escalón hay un arco con una puerta doble de madera y vidrio. Encima de cada puerta hay una orla ornamentada. Los cartuchos sostienen balcones del segundo piso con balaustradas de piedra, que se curvan hacia afuera. Detrás de cada uno de estos balcones hay ventanas coronadas por arquitrabes con orejas que flanquean las claves ornamentadas. Los oriels de dos pisos ocupan el primer y segundo piso en el lado izquierdo del número 15 y el lado derecho del número 13. Cada mirador contiene tres ventanas por piso. Las ventanas del segundo piso del mirador están flanqueadas por bloques vermiculados.
El tercer piso de cada casa tiene tres ventanas que se centran en sus respectivas fachadas. Las ventanas del tercer piso están flanqueadas por bloques vermiculados y rematadas por dinteles con elaboradas piedras angulares enrolladas. Debajo del cuarto piso hay una hilera de cuerdas de piedra que funciona como alféizar de las ventanas del cuarto piso. También hay tres ventanas en el cuarto piso de cada casa, así como una placa tallada en el centro de la fachada entre los números 15 y 13. Las ventanas y la placa están flanqueadas por pilastras jónicas con pedestales en la parte inferior y volutas en la parte superior. Una pilastra, un pedestal y una voluta adicionales se encuentran en cada extremo de la fachada compartida. Sobre el cuarto piso hay una cornisa denticulada. El número 13 tiene un techo abuhardillado de cobre con tres ventanas abuhardilladas, mientras que el número 15 tiene una balaustrada sobre la cornisa.

### Interior
Los interiores de las casas contienen techos que varían de 3 a 5,2 m alto. A 2013, el sótano y el primer piso son utilizados por el restaurante italiano Il Gattopardo. El sótano contiene la sala de fiestas del restaurante, mientras que el primer piso contiene el comedor principal. Los dos pisos superiores de las dos casas adosadas están conectados a 20 West 55th Street, un edificio de oficinas de 13 pisos, en la parte trasera. La construcción del edificio de oficinas, diseñado por Emery Roth & Sons, implicó reemplazar las paredes traseras de los números 13 y 15 con vidrio, con vista al atrio de cinco pisos del edificio de oficinas. Incluyendo la adición de oficinas, las estructuras ocupan un total de 9060 m².

## Historia

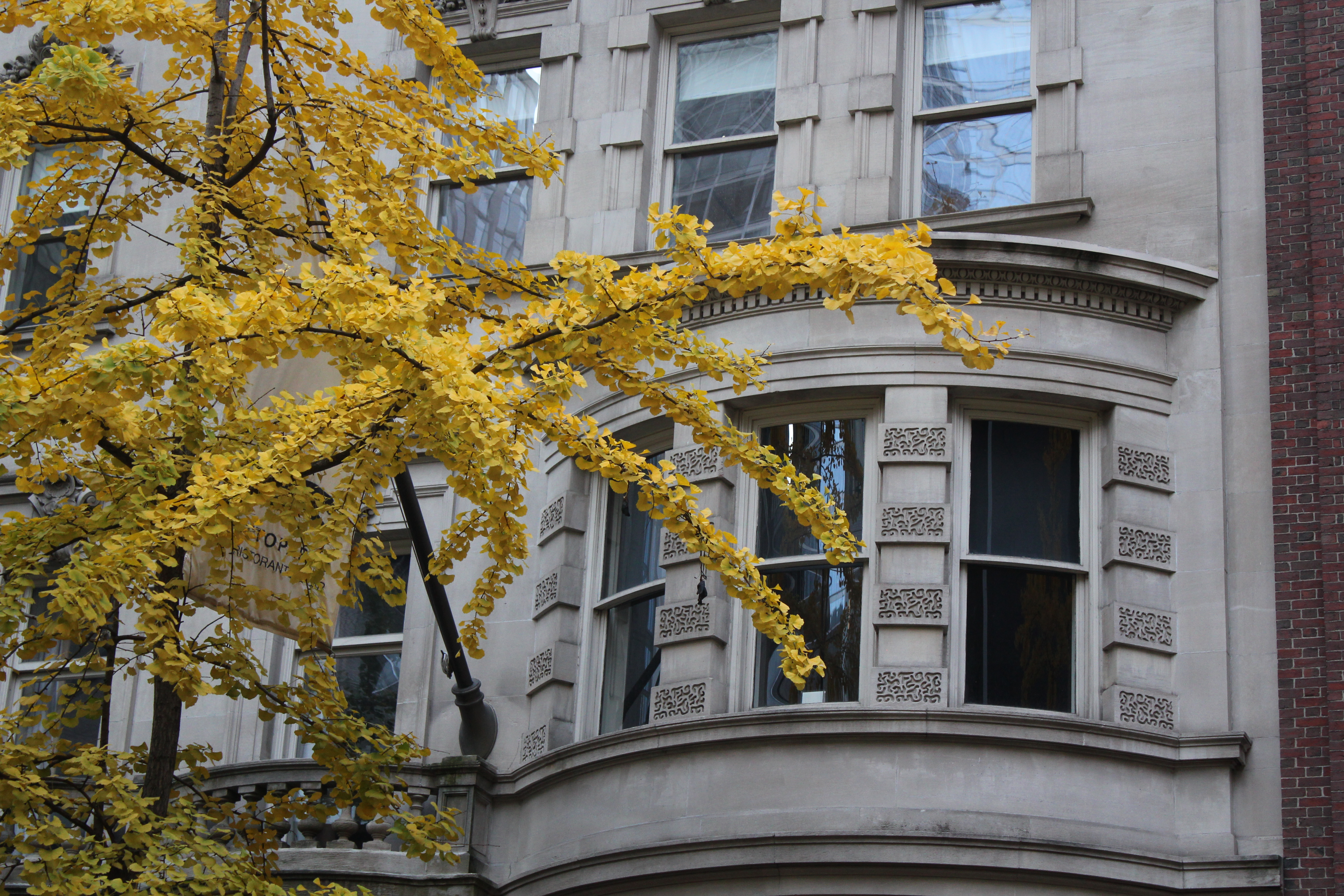
Detalle del mirador del número 13 en el segundo piso

En 1896, con la reubicación del St. Luke's Hospital de Midtown a Morningside Heights, Manhattan, el antiguo sitio del hospital en el lado norte de la calle 54 al oeste de la Quinta Avenida quedó disponible para el desarrollo. El Club Universitario, cuya construcción se inició el mismo año, fue la primera estructura que se construyó en el antiguo solar del hospital. A diferencia de las otras tres mansiones en 5-15 West 54th Street, las casas en 13 y 15 West 54th Street se desarrollaron como desarrollos especulativos en lugar de construirse a propósito para una familia específica. William Murray había comprado dos de los lotes de St. Luke en julio de 1895 por 125 000 dólares. Henry J. Hardenbergh recibió el encargo de diseñar un par de casas en los dos lotes. El arquitecto presentó los planos de la casa al Departamento de Edificios de Nueva York hacia 1896.
Las casas se completaron alrededor de 1898. Murray transportó el número 13, unos 84 m al oeste de la Quinta Avenida, hasta Jessie L. Nielson en enero de 1898. El financiero y heredero del petróleo John D. "Junior" Rockefeller Jr., junto con Abby Aldrich Rockefeller, alquilaron el número 13 en 1901, casi al mismo tiempo que se casaron. La casa estaba justo enfrente de la residencia del padre de Junior, John D. Rockefeller, en 4 West 54th Street. En el momento del contrato de arrendamiento, un columnista del New-York Tribune escribió: "John D. Rockefeller, Jr. ciertamente no tiene en cuenta los trece desafortunados". Al lado, Murray retuvo la propiedad del número 15 hasta finales de 1905, cuando la firma Pease & Elliman vendió esa casa. El comprador fue James B. Dickson, presidente de Johnson & Higgins Insurance Company quien finalizó su compra en enero de 1906.
Cuatro de los hijos de John y Abby Rockefeller nacieron mientras los Rockefeller vivían en el número 13, comenzando con su hija mayor, Abby, en 1903. John D. Rockefeller III nació en el número 13 en marzo de 1906. El mismo mes, Murray vendió el terreno debajo del muro este del número 13 a Jessie Neilson. Presentó planes para una expansión del número 13, que será diseñado por Delano & Aldrich. Los planes requerían la adición del ático del quinto piso, un solárium en la parte trasera y una nueva ventana y ascensor a un costo de $ 10,000. Nielson vendió la casa al padre de Junior poco después, en mayo de 1906. John Sr, a su vez, cedió la casa a Junior en 1909. Dos niños más Rockefeller nacieron mientras los Rockefeller vivían en el número 13: Nelson en 1908, en su casa de verano de Nueva Inglaterra, y Laurance en 1910, en la ciudad de Nueva York. En 1912, los Rockefeller deseaban una nueva casa para sus cuatro hijos pequeños. La familia se mudó a 10 West 54th Street, al otro lado de la calle del número 13.
Junior arrendó su antigua residencia a la Sra. William W. Borden de Chicago en 1913. Borden arrendó el número 13 en 1918 a Howard W. Maxwell, vicepresidente de Atlas Portland Cement Company y director de New York Trust Company. Maxwell y su esposa usaron el número 13 como su residencia en la ciudad y mantuvieron una residencia de campo en Long Island. El vecindario circundante se convirtió rápidamente en una zona comercial después de la Primera Guerra Mundial, y muchas casas adosadas vecinas se convirtieron para uso comercial, pero los Rockefeller y Dickson, respectivamente, conservaron la propiedad de sus casas. Los Rockefeller alquilaron el número 13 a Robert Abel-Smith en 1932, y el cirujano Charles W. Depping tenía una oficina allí en 1936. Después de la muerte de James B. Dickson en una fecha desconocida, su viuda Harriet continuó viviendo en el número 15 hasta su muerte en marzo de 1953.

### Museo y oficinas de Rockefeller

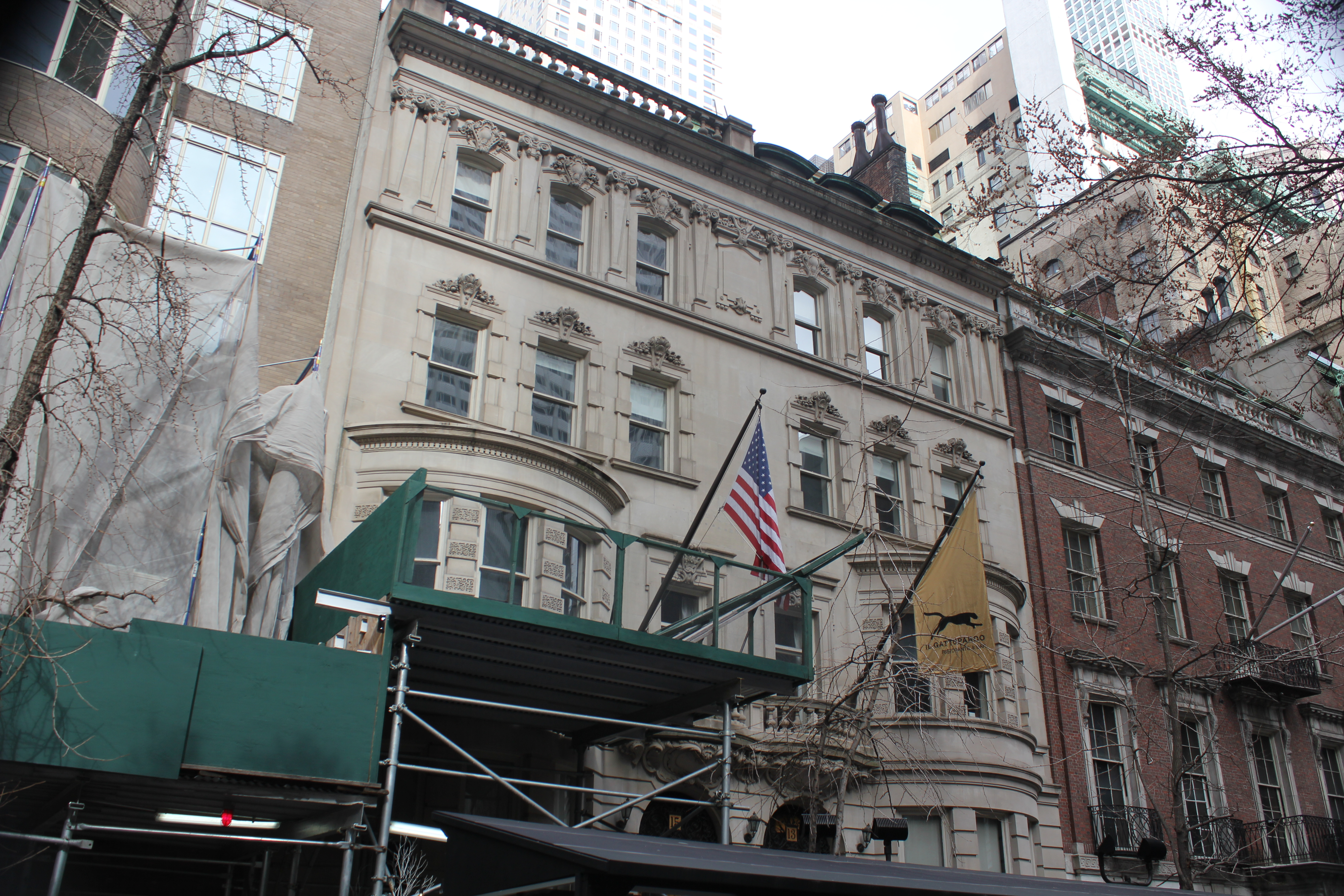
Vista en marzo de 2021 con los apartamentos Rockefeller a la izquierda y 11 West 54th Street a la derecha

En octubre de 1953, Nelson Rockefeller, que ya era propietario del número 13, adquirió la casa gemela en el número 15. Al año siguiente, Nelson estableció el Museo de Arte Primitivo, una colección de arte antiguo que tenía la intención de exhibir en el número 15. La colección de arte se había reunido durante la década anterior, pero nunca se había mostrado en conjunto. Rockefeller deseaba renovar una parte de la casa adosada y esperaba expandirla con el crecimiento de su colección. En 1955, Rockefeller adquirió el número 15. Durante los dos años siguientes, el interior de la residencia se renovó ampliamente, con espacio para los artículos de la colección en los dos pisos inferiores, así como espacio para la biblioteca en los dos pisos superiores. El Museo de Arte Primitivo se abrió al público en febrero de 1957. La colección del museo de más de mil piezas fue transferida al Museo Metropolitano de Arte (Met) en 1969. El Museo de Arte Primitivo cerró en 1976 y sus colecciones fueron transferidas al Met.
Nelson Rockefeller mantuvo un espacio para almuerzos y una oficina privada al lado en el número 13, que estaba conectado por un pasillo a sus oficinas en 20-22 West 55th Street. Durante la década de 1960, cuando Rockefeller se desempeñó como gobernador de Nueva York, los edificios de la calle 55 fueron descritos por The New York Times como el "Capitolio no oficial del estado de Nueva York", y 13 West 54th Street sirvió como entrada trasera y salida a su Oficinas de la calle 55. Rockefeller conservó el cargo durante el resto de su vida, incluso cuando se desempeñó como vicepresidente de los Estados Unidos de 1974 a 1977. Un poco más de dos años después de dejar la vicepresidencia, Rockefeller sufrió un ataque cardíaco y murió en su oficina de 54th Street en enero de 1979. El ataque cardíaco ocurrió en presencia de la asistente Megan Marshack, quien llamó a un amigo para informar el ataque cardíaco de Rockefeller a los operadores de emergencia. En su testamento, no se registró "ninguna disposición específica" de las casas en 13-15 West 54th Street.

### Uso posterior

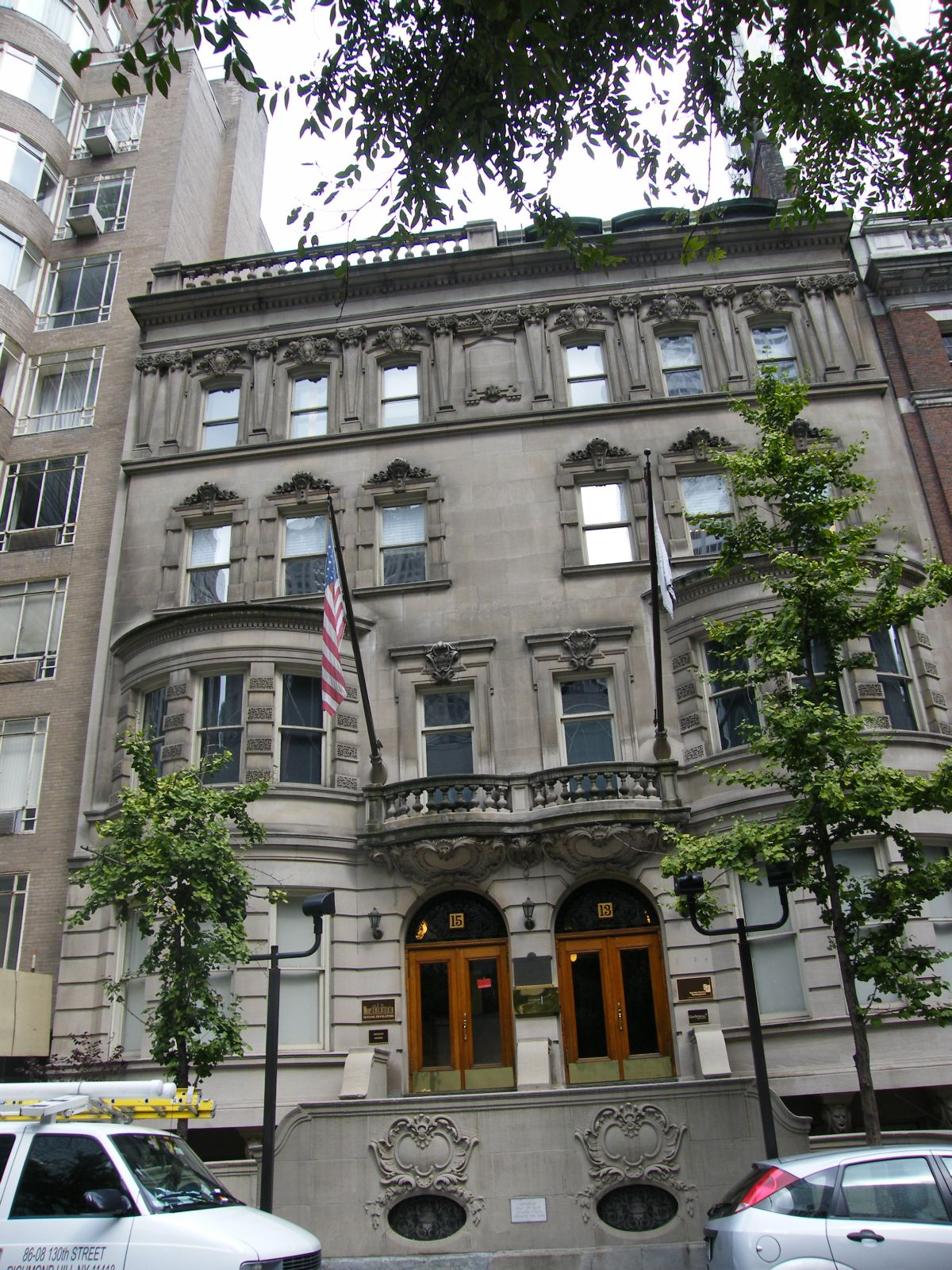
Vista en 2008

A finales de 1979, Mendik Realty Company había adquirido 13-15 West 54th Street, junto con las propiedades traseras en 20-22 West 55th Street. Aunque el Museo de Arte Moderno ocupaba las casas mientras se reconstruía su propia estructura, había rumores de que las cuatro propiedades serían demolidas para dar paso a un edificio de oficinas. La Comisión de Preservación de Monumentos de la Ciudad de Nueva York designó las cinco casas en 5-15 West 54th Street como monumentos de la ciudad, incluyendo 13 y 15 West 54th Street, el 3 de febrero de 1981. El Comité para la Preservación de las Calles West 54th y West 55th había impulsado la designación de hito. En ese momento, las cinco casas se encontraban en varios estados de conservación: incluso cuando se había propuesto la demolición de 13 y 15 West 54th Street, se estaba restaurando la casa doble en 9-11 West 54th Street. La designación de hito dificultó la demolición de cualquiera de las casas.
El desarrollador Feldman Brothers se hizo cargo de las cuatro propiedades en 13-15 West 54th. Y 20-22 West 55th Street. En diciembre de 1981, Feldman Brothers anunció planes para construir una torre de 32 pisos en 22 West 55th Street y convertir 13 y 15 West 54th Street para uso de oficinas. Después de las objeciones de las residencias del vecindario, en 1983 los desarrolladores acordaron construir un edificio de 13 pisos en su lugar. El banco danés Privatbanken compró el edificio de oficinas y arrendó las casas de la calle 54 en 1985 por cerca de 30 millones de dólares, con opción a comprar las casas. Según el acuerdo, Feldman Brothers completaría la construcción del edificio de oficinas y renovaría las dos casas, que estaban siendo renovadas por Haines Lundberg Waehler. El nombre del banco se instaló en letras doradas en el exterior de las casas. En 1986, Tore Wretman y Håkan Swahn anunciaron que abrirían un restaurante sueco, Restaurant Aquavit, en los dos pisos inferiores del número 13. Aquavit abrió el próximo año. El 4 de enero de 1990, los edificios se agregaron al Registro Nacional de Lugares Históricos como parte de las Residencias en el distrito histórico 5-15 West 54th Street.
El siguiente ocupante de las casas, el banco danés Unibank, dejaría varios pisos sin usar durante varios meses antes de mudarse en 2000. A principios de 2001, Emmes Group of Companies pagó 30 millones de dólares por 13-15 West 54th y 20-22 West 55th Street. La empresa contrató a Helpern Architects para rediseñar el vestíbulo de la unidad de oficina. Después de que expiró el contrato de arrendamiento de Aquavit en 2004, se trasladó de 13 a 15 West 54th Street a un edificio cercano en 65 East 55th Street. Ambas casas se vendieron en 2004 por 23 millones de dólares a Rock 54, LLC. Gray Kunz posteriormente abrió el restaurante Grayz en el antiguo espacio Aquavit en 2007. Después de dos años, Grayz fue reemplazado por Atria, que solo operó otros cuatro meses. La Petite Maison tomó el espacio del restaurante en 2010. El restaurante Il Gattopardo abrió en el espacio de restaurante de las casas adosadas en 2013. Eagle's View Capital Management arrendó el tercer piso de las casas en 2017.